# E3 Harelbeke 2018
61. ročník jednodenního cyklistického závodu E3 Harelbeke se konal 23. března 2018 v Belgii. Závod dlouhý 206,1 km vyhrál Nizozemec Niki Terpstra z týmu Quick-Step Floors. Na druhém a třetím místě se umístili Belgičané Philippe Gilbert (Quick-Step Floors) a Greg Van Avermaet (BMC Racing Team).

## Týmy
Závodu se zúčastnilo celkem 25 týmů, včetně 18 UCI WorldTeamů a 7 UCI Professional Continental týmů. Každý tým přijel se sedmi jezdci kromě týmu Team Dimension Data s šesti jezdci, na start se tedy celkem postavilo 174 jezdců. Do cíle v Harelbeke dojelo 95 jezdců.
UCI WorldTeamy
- AG2R La Mondiale
- Astana
- Bahrain–Merida
- BMC Racing Team
- Bora–Hansgrohe
- EF Education First–Drapac p/b Cannondale
- Groupama–FDJ
- LottoNL–Jumbo
- Lotto–Soudal
- Mitchelton–Scott
- Movistar Team
- Quick-Step Floors
- Team Dimension Data
- Team Katusha–Alpecin
- Team Sky
- Team Sunweb
- Trek–Segafredo
- UAE Team Emirates

UCI Professional Continental týmy
- Direct Énergie
- Roompot–Nederlandse Loterij
- Sport Vlaanderen–Baloise
- Vérandas Willems–Crelan
- Vital Concept
- Wanty–Groupe Gobert
- WB Aqua Protect Veranclassic

## Výsledky
| Pořadí | Jezdec                  | Tým                                      | Čas        |
| ------ | ----------------------- | ---------------------------------------- | ---------- |
| 1      | Niki Terpstra (NED)     | Quick-Step Floors                        | 5h 03' 34" |
| 2      | Philippe Gilbert (BEL)  | Quick-Step Floors                        | + 20"      |
| 3      | Greg Van Avermaet (BEL) | BMC Racing Team                          | + 20"      |
| 4      | Oliver Naesen (BEL)     | AG2R La Mondiale                         | + 20"      |
| 5      | Tiesj Benoot (BEL)      | Lotto–Soudal                             | + 20"      |
| 6      | Jasper Stuyven (BEL)    | Trek–Segafredo                           | + 20"      |
| 7      | Sep Vanmarcke (BEL)     | EF Education First–Drapac p/b Cannondale | + 20"      |
| 8      | Gianni Moscon (ITA)     | Team Sky                                 | + 20"      |
| 9      | Zdeněk Štybar (CZE)     | Quick-Step Floors                        | + 20"      |
| 10     | Stefan Küng (SUI)       | BMC Racing Team                          | + 20"      |